# Syrau
Syrau là một đô thị thuộc huyện Vogtland, bang Sachsen, Đức. Đô thị Syrau có diện tích 15,66 km², dân số thời điểm ngày 31 tháng 12 năm 2006 là 1658 người.